# Tentative d'assassinat de Donald Trump en juillet 2024
Ne doit pas être confondu avec Incident du rassemblement de Donald Trump à Las Vegas en 2016 ou Tentative d'assassinat présumée de Donald Trump en septembre 2024.
La tentative d'assassinat de Donald Trump, alors ancien président des États-Unis et candidat républicain à l'élection présidentielle, est un événement survenu le 13 juillet 2024, lors d'un rassemblement politique à Meridian près de Butler, en Pennsylvanie (États-Unis).
Le candidat du Parti républicain, en campagne pour l'élection présidentielle de novembre suivant, est la cible de huit coups de feu, dont un le blesse à l’oreille droite. Au moment de cet attentat, Donald Trump est le candidat républicain pressenti, après qu'il a gagné les primaires de ce parti.
Une personne de l'assistance est tuée par une des balles, juste avant que le tireur, allongé sur un toit à moins de 150 mètres, soit abattu par un des deux snipers surveillant le site. Outre l'ancien président Donald Trump, deux participants sont blessés.
L'auteur des tirs est rapidement identifié comme Thomas Matthew Crooks, âgé de 20 ans et originaire de Pennsylvanie. Le FBI est chargé de l'enquête, sous les deux chefs d'accusation de tentative d'assassinat et de terrorisme intérieur, afin d’investiguer précisément les motivations de l’auteur.
L'événement suscite une grande couverture médiatique aux États-Unis et des commentaires de toutes sortes. La réactivité des services de sécurité, ainsi que les mesures de protection du site, font l'objet de critiques, et la Chambre des représentants des États-Unis organise aussitôt des auditions. Kimberly Cheatle, directrice du Secret Service, démissionne dans la foulée.

## Contexte

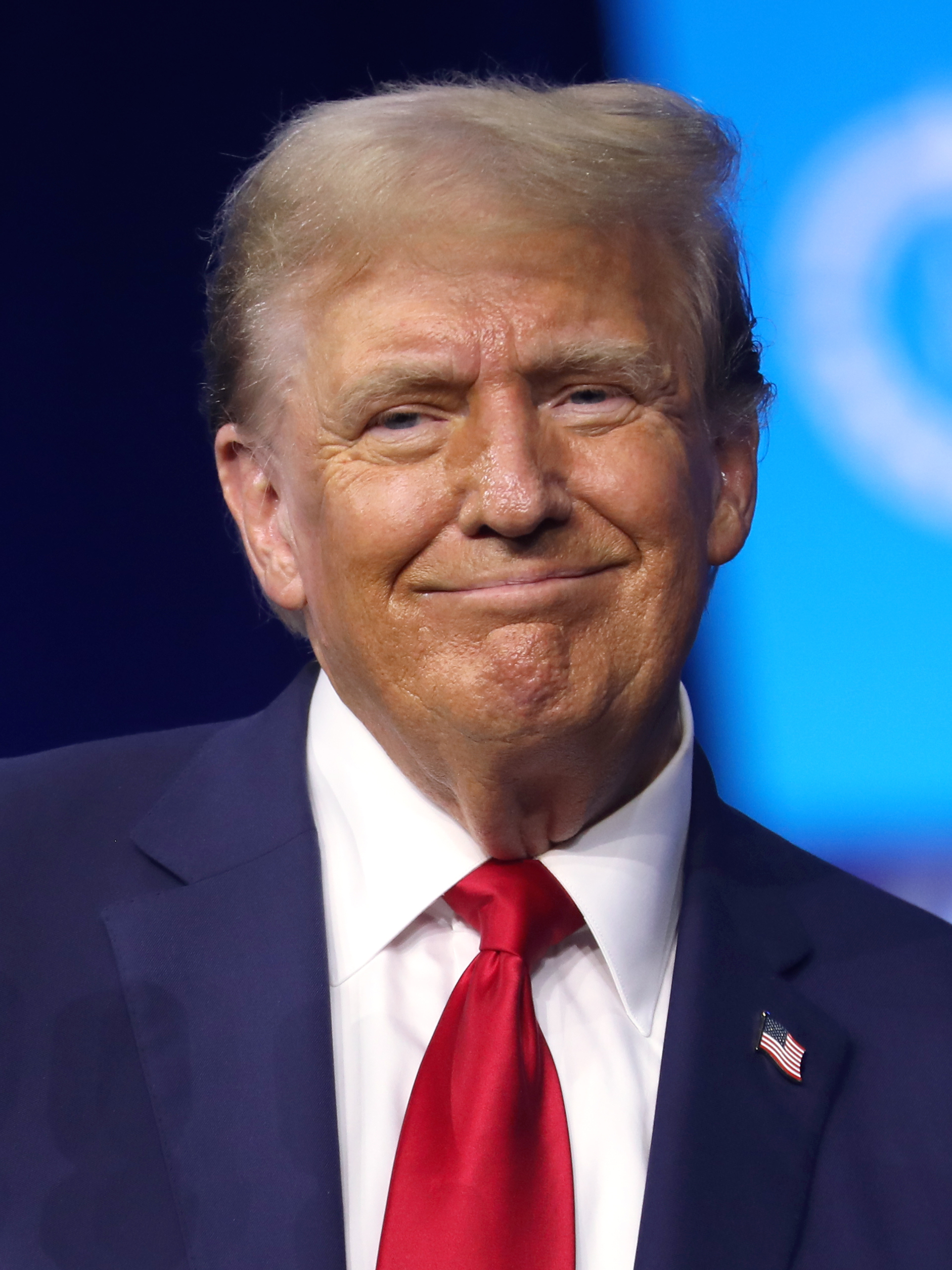
Donald Trump, président des États-Unis de 2017 à 2021 et vainqueur des élections primaires républicaines de 2024.

Président des États-Unis de 2017 à 2021, Donald Trump est le candidat présumé du Parti républicain pour l'élection présidentielle américaine de 2024.
Indépendamment de ce contexte particulier, les risques d'attentat contre les présidents et candidats sont pris au sérieux, car au cours de l'histoire américaine, quatre des quarante-cinq présidents (en 2024) sont morts assassinés et plusieurs autres ont été victimes d’attentats. En sa qualité d'ancien président et de candidat à l'élection, Donald Trump est protégé par l'United States Secret Service (plus couramment appelé « Secret Service »), le service de protection rapprochée des présidents et anciens présidents américains. Les meetings des candidats, dont ceux de Donald Trump, sont soumis à des contrôles stricts pour détecter les armes et objets interdits.
Un rassemblement est organisé le 13 juillet 2024 dans le cadre de la campagne présidentielle de Trump afin de mobiliser des votes dans l'État-clé de Pennsylvanie. Ce meeting, qui se déroule dans un lieu d'exposition agricole à Butler, est le dernier qu'il doit tenir avant la convention républicaine, qui commence deux jours plus tard et au cours de laquelle il doit être officiellement investi candidat du Parti républicain à l'élection présidentielle.

## Déroulement de l'attentat

Illustration topographique des emplacements approximatifs de Thomas Matthew Crooks (en rouge), Donald Trump (en noir) et de l'équipe de protection du Secret Service (en bleu),.

Donald Trump commence son discours à Butler, en plein air, à 18 h 03, heure d’été de la côte Est des États-Unis (EDT), avec une casquette Make America Great Again (MAGA),.
À 18 h 11, l'ancien président américain essuie plusieurs coups de feu alors qu'il tourne la tête pour commenter un panneau de statistiques sur l'Immigration illégale aux États-Unis,,. Thomas Matthew Crooks tire huit coups de feu en sa direction au moyen d'un fusil de type AR-15 calibre .223 Remington,. Crooks n'a pas été soumis à un contrôle de sécurité car il se trouvait à l'extérieur du périmètre sécurisé du rassemblement ; positionné en sniper, il s'était hissé sur le toit d'une remise, à environ 135 mètres de l'ancien président américain,,.
Donald Trump se penche alors derrière le lutrin; quelques secondes après, les agents du Secret Service qui se trouvent au pied de l'estrade se précipitent pour l'entourer et le protéger au sol, l'assaillant continuant de tirer. Pendant ce temps, le public s'est en grande partie accroupi tout en ayant les yeux rivés sur l’estrade et de nombreux cris d'effroi se font entendre,.
Après environ 25 secondes au sol, Donald Trump se relève avec du sang sur l'oreille et le visage et sans sa casquette, tombée par terre,. Il demande à récupérer ses chaussures, puis montre son poing levé à la foule devant le drapeau américain, en scandant « Fight! » à plusieurs reprises, exhortant ses soutiens à continuer le combat. Ses partisans lui répondent par des acclamations et scandent « U-S-A! ». L'ancien président est ensuite escorté jusqu'à un véhicule et conduit à l'hôpital de Butler pour être examiné et soigné,.
Outre Donald Trump, trois participants sont touchés : Corey Comperatore, ingénieur en maintenance et pompier volontaire de Buffalo Township dans le comté de Butler, âgé de cinquante ans, décède et deux sont grièvement blessées. Ce fervent partisan de Trump, est atteint d’une balle en pleine tête et tué sur le coup, près de son épouse et de ses filles. Une cagnotte a été ouverte et a récolté près de 190 000 $. Le représentant américain Ronny Jackson déclare qu'une balle a éraflé le cou de son neveu qui est légèrement blessé.

## Suites

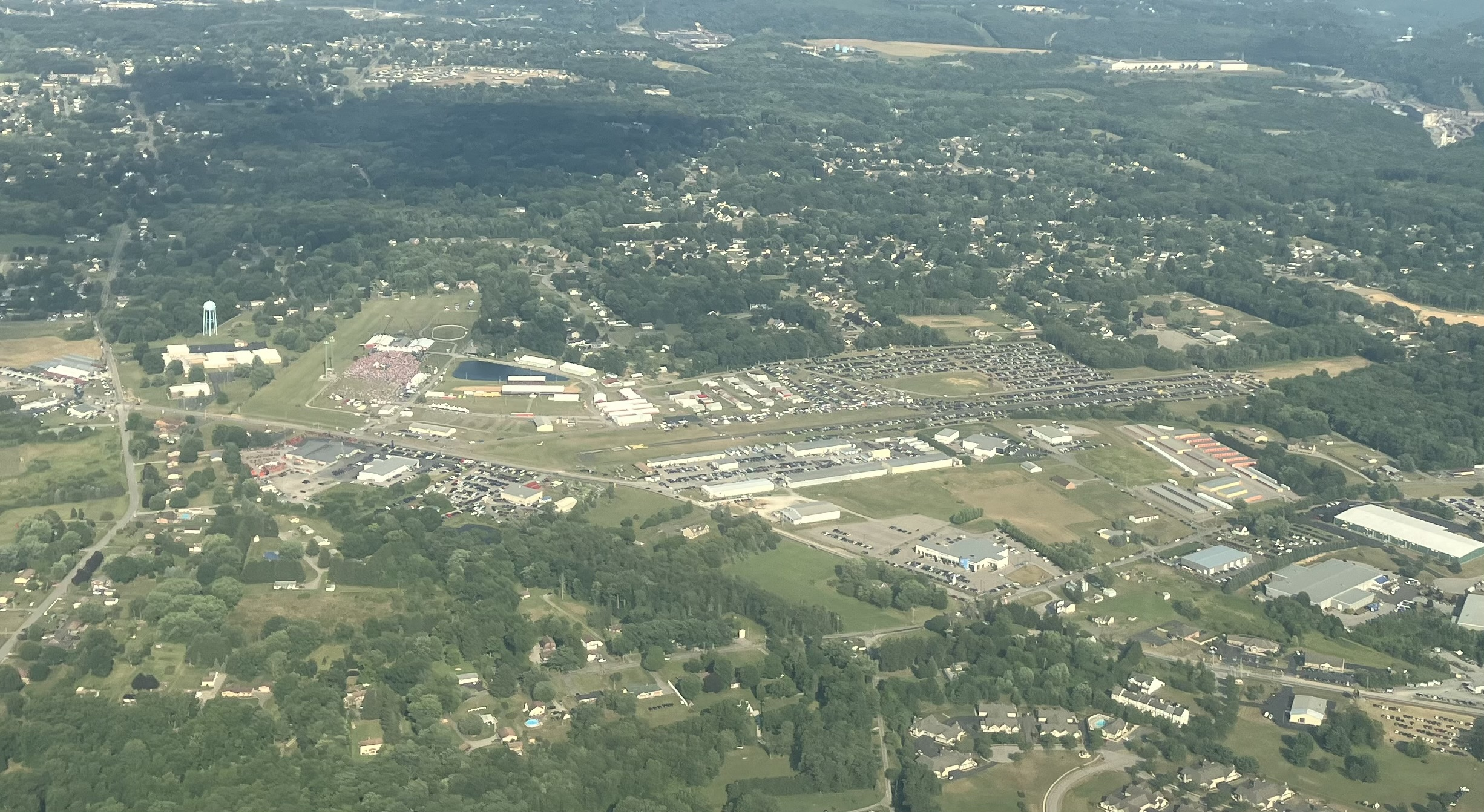
La ville de Butler vue du ciel le 13 juillet 2024, quelques minutes avant le début du meeting (visible à gauche de l'image).

Donald Trump est emmené à l'hôpital de Butler et reste en sécurité dans un état non critique,,,.
La campagne de Trump organise une collecte de fonds GoFundMe pour les participants blessés ou tués au rassemblement, récoltant plus de 2 millions de dollars au 14 juillet.

## Enquête
Le Secret Service mène une enquête avec le département de la Justice, le FBI et le Bureau des alcools, tabacs, armes à feu et explosifs. L’évènement est classé comme une tentative d'assassinat. À partir du 14 juillet 2024, le FBI enquête sur un « potentiel acte de terrorisme intérieur ».
Le Secret Service est largement critiqué après l'évènement, notamment par le camp républicain, car l'assaillant a pu se positionner sur le toit d'un hangar et tirer plusieurs fois avant d'être neutralisé,. Sont mises en cause la réactivité des services de sécurité ainsi que les mesures de protection du site. Le Congrès doit auditionner des membres des services de sécurité, tandis que des républicains et des démocrates appellent la directrice du Secret Service, Kimberly Cheatle, à démissionner.
Interrogée par une commission de la Chambre des représentants le 22 juillet 2024, Kimberly Cheatle déclare que les tirs contre Donald Trump constituent l'échec opérationnel le plus important de son agence depuis plusieurs décennies, mais elle élude les questions des membres de la commission. Elle démissionne le lendemain.

## Auteur de l'attentat
Quelques heures après les faits, le FBI identifie le tireur : il s'agit de Thomas Matthew Crooks, un homme âgé de 20 ans, originaire de Bethel Park, en Pennsylvanie. Il a achevé ses études secondaires au lycée de Bethel Park en 2022.
Crooks a fait une donation pour une cause démocrate, le Progressive Turnout Project (incitation au vote), à hauteur de 15 dollars, en janvier 2021,,,,. Quelques mois plus tard, il s'enregistre comme électeur du Parti républicain dans le comté d'Allegheny en Pennsylvanie. Son père est enregistré comme électeur du Parti républicain et sa mère comme électrice du Parti démocrate. Crooks avait récemment cherché sur Internet si Biden ou Trump devaient donner un discours près de chez lui.
Il n'était pas connu des services judiciaires. Son père, contacté par les médias après la tentative d'assassinat, a déclaré qu'il s'entretiendrait avec les forces de police avant toute intervention médiatique. L'assaillant n’avait pas de problème de santé mentale connu.
Thomas Matthew Crooks est intervenu en tant que figurant dans une publicité de BlackRock, ce que confirme la société. Cette prestation anecdotique a provoqué l'apparition de théories du complot sur l'origine de la tentative d'assassinat.

### Déroulement des faits
Le jeune homme a commis l'attentat avec un AR-15 que son père avait acquis légalement, un DPMS DR-15 16″,. Il a acheté le jour même 50 cartouches dans une armurerie, ainsi qu'une échelle d'environ 1,5 mètre, avant de se rendre sur le site du rassemblement avec un engin explosif dans le coffre de sa voiture,. Il a grimpé sur le toit d'un bâtiment situé à environ 135 mètres au nord de la scène. Le même bâtiment abritait trois tireurs d'élite de la police chargés de couvrir le rassemblement, mais aucun d'entre eux n'était positionné sur le toit. Crooks n'a pas subi de contrôle de sécurité, car le toit où il est monté était curieusement hors du périmètre de sécurité tel que délimité par le Secret Service pour le rassemblement. Selon certaines sources[Lesquelles ?], Crooks a été photographié deux fois par des agents de sécurité avant la fusillade.

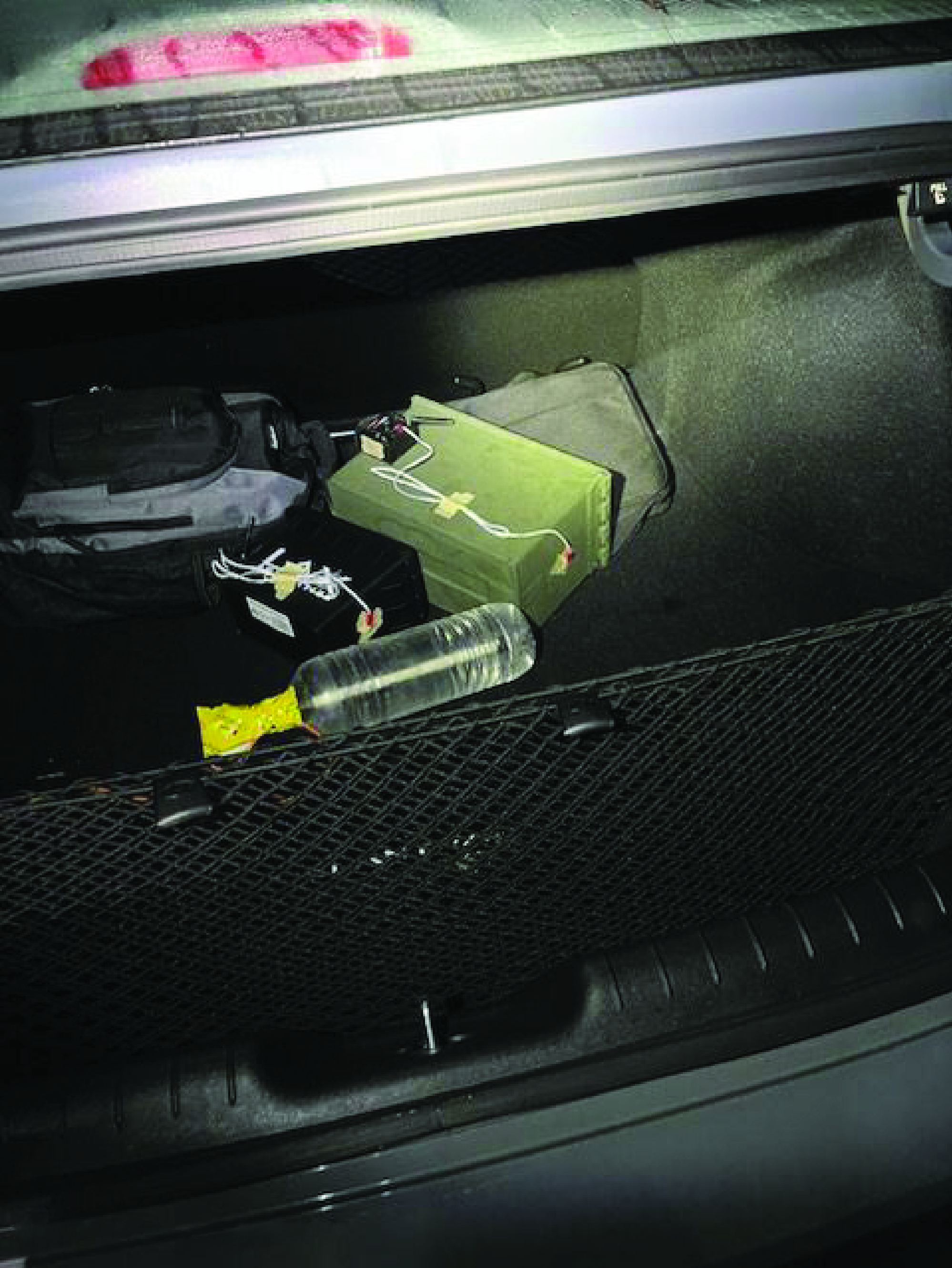
Coffre du véhicule de Crooks, contenant deux engins explosifs improvisés

Un membre de l'équipe tactique de l'unité des services d'urgence du comté a vu Crooks sur le toit et il a averti d'autres services de sécurité. Un policier qui a photographié Crooks rapporte l'avoir vu « examiner » le toit du bâtiment avec un télémètre. Ensuite, des agents du Secret Service ont repéré Crooks sur le toit environ 20 minutes avant la fusillade. Un officier de la police municipale a voulu monter sur le toit, mais Crooks a pointé son arme dans sa direction et l'officier a reculé, puis il est tombé de plus de deux mètres de haut et s'est blessé à la cheville. C'est juste après cette interaction avec le policier municipal que Crooks a tiré dans la direction de l'ex-président. Des snipers du Secret Service ripostent et tuent Crooks (cf. image plus haut), 26 secondes après le premier tir de l'assaillant.
Il portait au moment où il a été abattu un tee-shirt de Demolition Ranch, une chaîne YouTube destinée aux amateurs d'armes à feu qui propose des démonstrations, des avis d'experts sur les armes et vulgarise des informations sur l'utilisation des armes à feu,.

## Réactions

### Républicains
Donald Trump réagit sur son réseau social Truth Social par un long communiqué, où il adresse ses condoléances à la famille de la personne décédée, ainsi que ses pensées à celles blessées lors de l’attaque. Il exprime son ressenti lors de l’attaque exprimant qu'il est « plus important que jamais que nous restions unis ».
L'ancien président George W. Bush publie un communiqué condamnant une « attaque lâche » et se dit soulagé que le candidat républicain soit sain et sauf,.
L'homme d'affaires Elon Musk, tout en apportant son soutien à Donald Trump, annonce appuyer plus encore sa candidature présidentielle, tout en demandant la démission de la directrice du Secret Service. L'homme d'affaires Jeff Bezos déclare que Trump « a fait preuve d'une grâce et d'un courage extraordinaire littéralement sous le feu ».
Des élus républicains comme le sénateur J. D. Vance ou Mike Collins accusent le président Joe Biden d'avoir indirectement ou directement amené à la tentative d'assassinat, notamment par l'utilisation d'un vocabulaire de diabolisation contre Donald Trump, ainsi que les médias en le traitant de fasciste. Sebastian Gorka, assistant adjoint de Donald Trump quand il était président, déclare que l’événement « était à prévoir parce que le Parti démocrate a normalisé la violence dans les huit dernières années ».

### Démocrates
Le président Joe Biden et la vice-présidente Kamala Harris reçoivent des briefings sur la tentative d'assassinat, Biden disant qu'il est « soulagé d'apprendre » que Trump soit en sécurité. Il déclare un peu plus tard que « tout le monde doit […] condamner [la tentative d'attentat] », et déclare être « heureux de savoir [que Donald Trump est en sécurité] ». Biden communique par la suite avec Trump au téléphone.
Le représentant Ruben Gallego, la gouverneure du Michigan, Gretchen Whitmer, et le gouverneur de Pennsylvanie, Josh Shapiro, publient des déclarations condamnant la violence politique. Nancy Pelosi déplore, elle aussi, la culture de violence politique en rappelant l'agression de son mari à coups de marteau quand elle présidait la Chambre des représentants en 2022.
Les anciens présidents Bill Clinton et Barack Obama disent quant à eux que la violence politique n'a pas de place « en politique » et « en démocratie » respectivement,.
Selon une étude menée par le politologue Eric Kaufmann, professeur de sciences politiques à l'Université de Buckingham, un électeur démocrate sur trois aurait souhaité que le tireur ne manque pas sa cible et que Donald Trump soit assassiné.

### À l'étranger
Cette tentative d’assassinat suscite beaucoup de réactions diplomatiques. Dès les premières heures suivant l'événement, de nombreux dirigeants politiques s'expriment sur le sujet, de tout continent et de toute affiliation politique, en « condamnant » l'attaque ou en exprimant leur solidarité à l'endroit de Donald Trump et des autres victimes.
C'est notamment le cas du président de la Nation argentine, Javier Milei, du président de la république du Chili, Gabriel Boric, du Premier ministre du Royaume-Uni, Keir Starmer, du Premier ministre d'Australie, Anthony Albanese, du président du gouvernement d'Espagne, Pedro Sánchez, du président d'Ukraine, Volodymyr Zelensky, du Premier ministre du Pakistan, Shehbaz Sharif, de la présidente du Conseil des ministres d'Italie, Giorgia Meloni, du président de la République française, Emmanuel Macron, du président de la république de Turquie, Recep Tayyip Erdoğan, du Premier ministre de Géorgie, Irakli Kobakhidze, du Premier ministre du Japon, Fumio Kishida, du Premier ministre de l'Inde, Narendra Modi, du président de la république de Corée, Yoon Suk-yeol, du président de la république de Zambie, Hakainde Hichilema[source secondaire souhaitée], du président de la république d'Afrique du Sud, Cyril Ramaphosa, du Premier ministre d'Israël, Benyamin Netanyahou ainsi que du Vatican, qui dénonce une « blessure contre la démocratie ».

## Précédents
Le précédent attentat blessant un président ou un candidat à la présidence des États-Unis est celui de mars 1981 contre Ronald Reagan, alors en exercice.
L'événement est comparé à la tentative d'assassinat de Theodore Roosevelt en octobre 1912, lors de laquelle l'épaisseur de son discours d'une cinquantaine de pages avait freiné la balle, ce qui avait sauvé la vie de l'ex-président, à nouveau candidat à l'élection présidentielle. Roosevelt avait exhorté la foule à ne pas molester son agresseur et avait terminé son discours, ne se rendant à l'hôpital que 90 minutes plus tard.
Soixante ans plus tard, le gouverneur démocrate et ségrégationniste de l'Alabama, George Wallace, est visé par un attentat lors de la campagne présidentielle de 1972. Ayant définitivement perdu l'usage de ses jambes à la suite de l'attentat, Wallace ne put terminer la campagne aux élections primaires démocrates.

## Conséquences

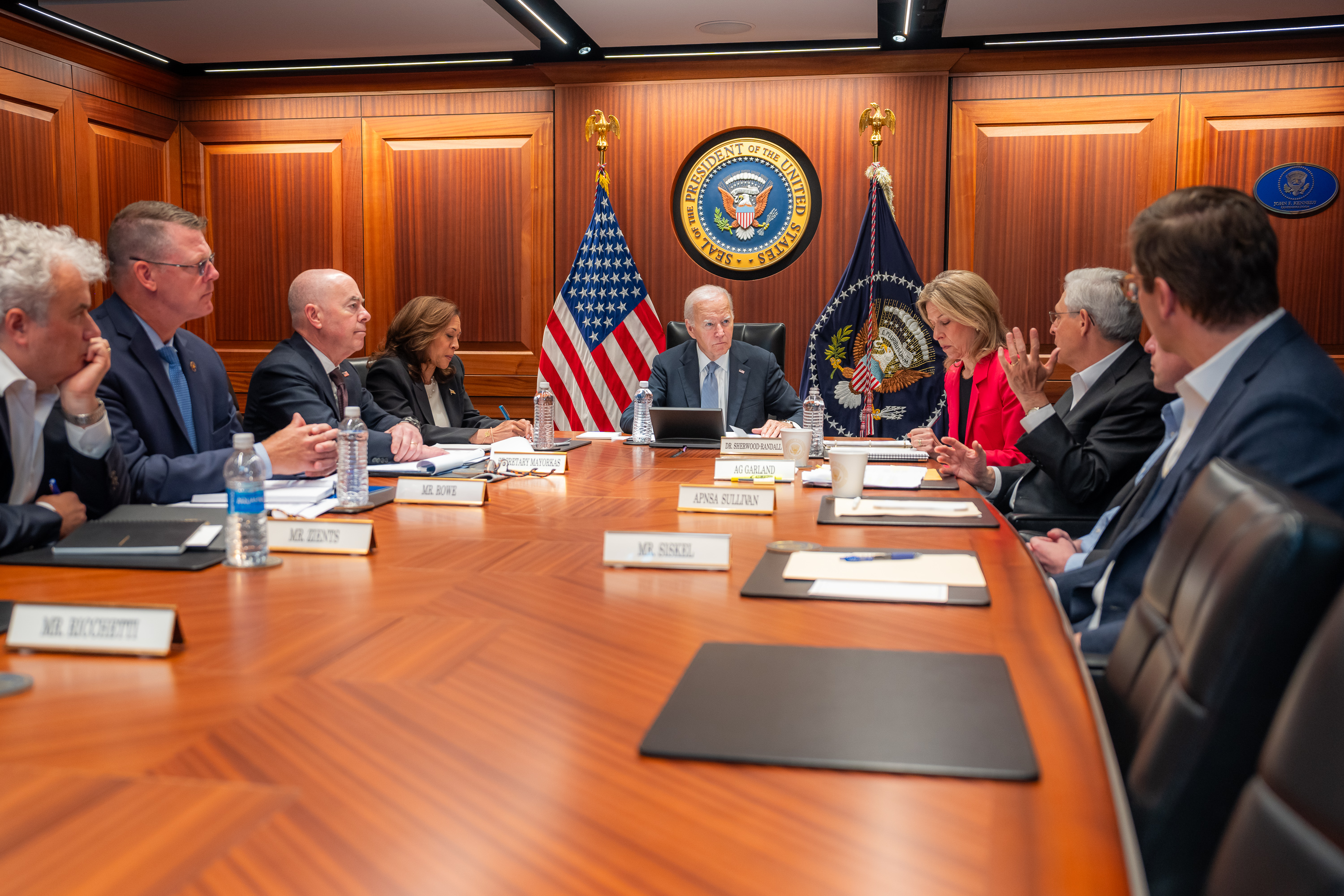
Réunion avec le président Joe Biden et la vice-présidente Kamala Harris sur la tentative d'assassinat de Donald Trump dans la salle de crise de la Maison-Blanche, le 14 juillet 2024.

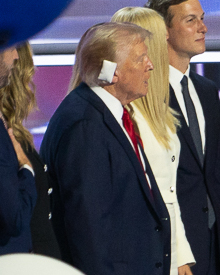
Donald Trump portant un bandage sur l'oreille à la Convention nationale républicaine de juillet 2024.

Dans les jours qui suivent la tentative d'assassinat, l'équipe de Joe Biden choisit de retirer les spots publicitaires très critiques envers Donald Trump, ce qui est considéré par ses partisans comme une décision très inopportune en cette période de campagne électorale,.
L'historien Romain Huret souligne que « le corps blessé mais intact de Trump contraste avec les difficultés d’élocution et de mémoire de Biden ». En effet, l'image de l'ancien président, blessé mais vindicatif et poing levé, est considérée comme « iconique » et « historique », en témoigne la photographie prise par Evan Vucci, qui fait le tour du monde via les médias et les réseaux sociaux.
Selon Le Monde, les conséquences de l'attentat sur la campagne présidentielle, marquée par les interrogations sur l'état de santé du président Biden, lâché par une partie de son camp après un débat fortement défavorable face à Donald Trump, sont imprévisibles. Les photos de l'ancien président américain avec du sang coulant sur le visage, le poing levé, font le tour du monde.
Durant la semaine qui suit, Trump et son colistier, J. D. Vance, profitent d'un momentum très fort durant la convention républicaine. Trump et ses alliés clament qu'il a « failli prendre une balle » pour la démocratie et le pays. Médiatiquement, l'attention diminue et se déplace vers Joe Biden et les nombreux appels des démocrates pour qu'il se retire de la course, ce qu'il fait le 21 juillet, une décision inédite à ce stade de la campagne,.
Le 23 juillet 2024, très critiquée et après avoir refusé de répondre à de nombreuses questions de parlementaires au sujet de la tentative d'assassinat, la directrice du Secret Service, Kimberly Cheatle, annonce sa démission, reconnaissant « l’échec opérationnel le plus important » de son organisme, prévenu « deux à cinq reprises » de la présence au meeting d’un « individu suspect ».
Dans un rapport publié le 17 octobre 2024, une commission d’enquête indépendante recommande une réforme en profondeur du Secret Service, avec la nomination à sa tête de responsables venant de l’extérieur. De « nombreuses erreurs » sont relevées à l'occasion du meeting de Butler, ainsi que « des problèmes plus profonds, systémiques, qui doivent être traités en urgence ».